# Krępa Słupska
Krępa Słupska (kaszb. Krãpa lub Stôłpskô Krãpa, niem. Krampe) – wieś w Polsce położona w województwie pomorskim, w powiecie słupskim, w gminie Redzikowo. Leży na północnym obrzeżu Parku Krajobrazowego Dolina Słupi. 
Wieś jest siedzibą sołectwa Krępa Słupska, w którego skład wchodzi również miejscowość Łupiny.
Niedaleko od wsi znajduje się słowiańskie grodzisko.
Na zachód od miejscowości znajduje się lotnisko Słupsk-Krępa
W latach 1975–1998 miejscowość administracyjnie należała do województwa słupskiego.
We wsi był przystanek kolejowy Krępa Słupska.

## Nazwa
Nazwa, wzmiankowana po raz pierwszy w 1312, ma pochodzenie słowiańskie i charakter topograficzny. Wywodzi się od nazwy pospolitej krępa, krąpa „sucha wyniosłość na obszarze podmokłym”. Przymiotnik Słupska dodano w celu odróżnienia od innych miejscowości o nazwie Krępa. Nazwa niemiecka jest adaptacją fonetyczną pierwotnej nazwy słowiańskiej. 
Rada Języka Kaszubskiego proponuje kaszubską formę Krãpa Słëpskô.